# Ruta Estatal de California 24
La Ruta Estatal de California 24, y abreviada SR 24 (en inglés: California State Route 24) es una carretera estatal estadounidense ubicada en el estado de California. La carretera inicia en el Oeste desde la I 580  , I 980   en Oakland hacia el Este en la I 680     en Walnut Creek. La carretera tiene una longitud de 21,7 km (13.492 mi).

## Mantenimiento
Al igual que las autopistas interestatales, y las rutas federales y el resto de carreteras estatales, la Ruta Estatal de California 24 es administrada y mantenida por el Departamento de Transporte de California por sus siglas en inglés Caltrans.

## Cruces
La Ruta Estatal de California 24 es atravesada principalmente por la  SR 13     en Oakland.